# 肯頓市集
肯頓市集（英語：Camden Market）位於倫敦康登鎮，攝政運河漢普斯特德路船閘以北，由多個相鄰的市集組成。市集攤檔出售的商品包括工藝品、服裝、小擺設和快餐。肯頓市集是倫敦第四大最受歡迎的旅遊景點，每年游客量約为三千萬人次。

## 外部連結

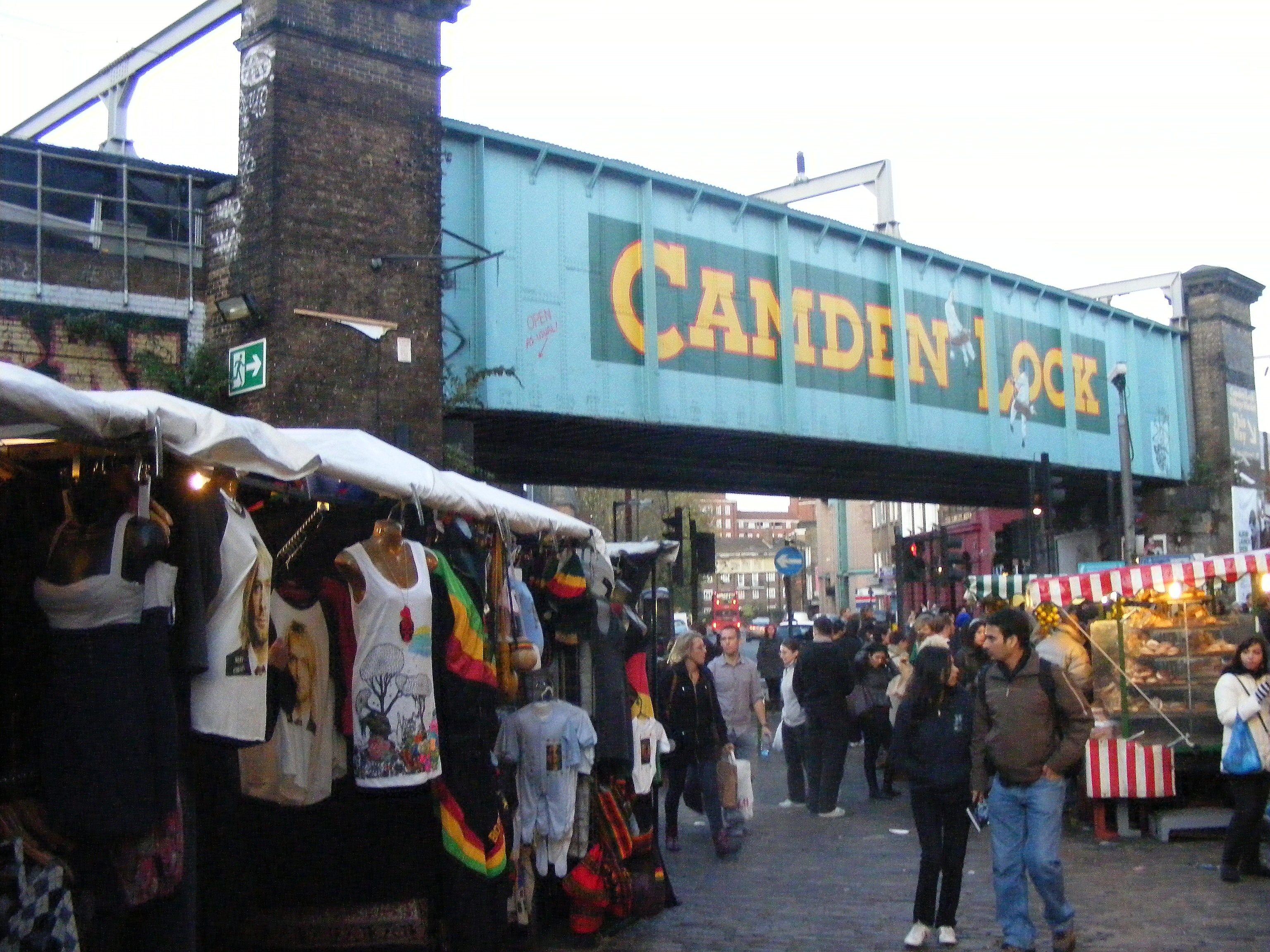
肯頓市集的鐵路橋

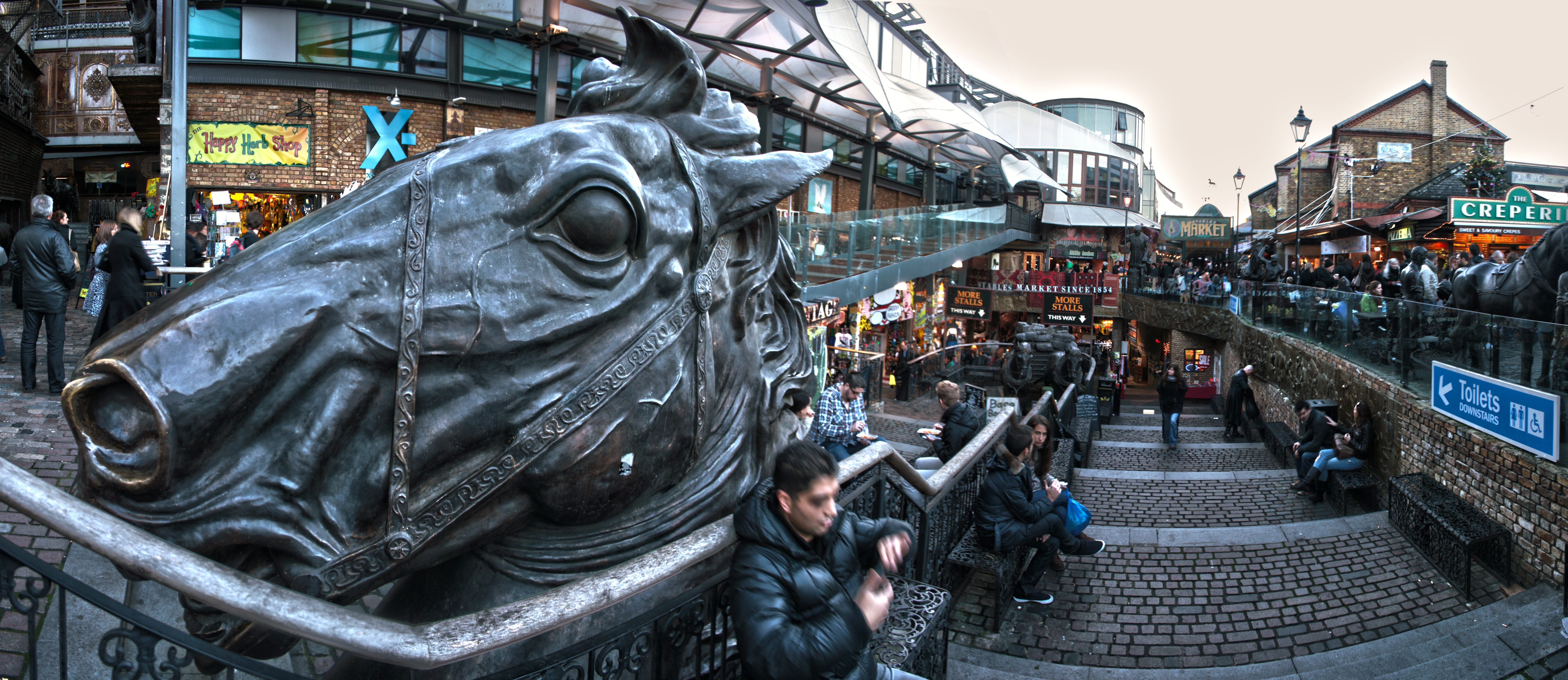
Camden Lock Market

- Camden Market 官方網頁